# David Geffen
David Lawrence Geffen (n. 21 februarie 1943, Brooklyn, New York) este un magnat american, producător- executiv de film și filantrop.
Părinți: Batya Volovskaya, Abraham Geffen
Frați/surori: Mitchell Geffen
Studii: New Utrecht High School, Santa Monica College, Brooklyn College, University of Texas at Austin
Premii: Premiul Tony pentru cel mai bun musical, mai multe